# مارك كيبتو
مارك كوسجي كيبتو (بالإنجليزية: Mark Kosgey Kiptoo) هو عداء مسافات طويلة كيني ولد في يوم 21 يونيو 1976، أبرز إنجازاته كان تحقيقه للميدالية الذهبية في بطولة أفريقيا لألعاب القوى 2012 في بورتو نوفو في بنين في سباق 5000 متر، كما حقق الميدالية الفضية في نفس الدورة في سباق 10000 متر.

## روابط خارجية
- مارك كيبتو على موقع الاتحاد الدولي لألعاب القوى (الإنجليزية)
- مارك كيبتو على موقع الدوري الماسي (الإنجليزية)
- مارك كيبتو على موقع اتحاد ألعاب الكومنولث (مؤرشف) (الإنجليزية)